# Фекленко Микола Володимирович

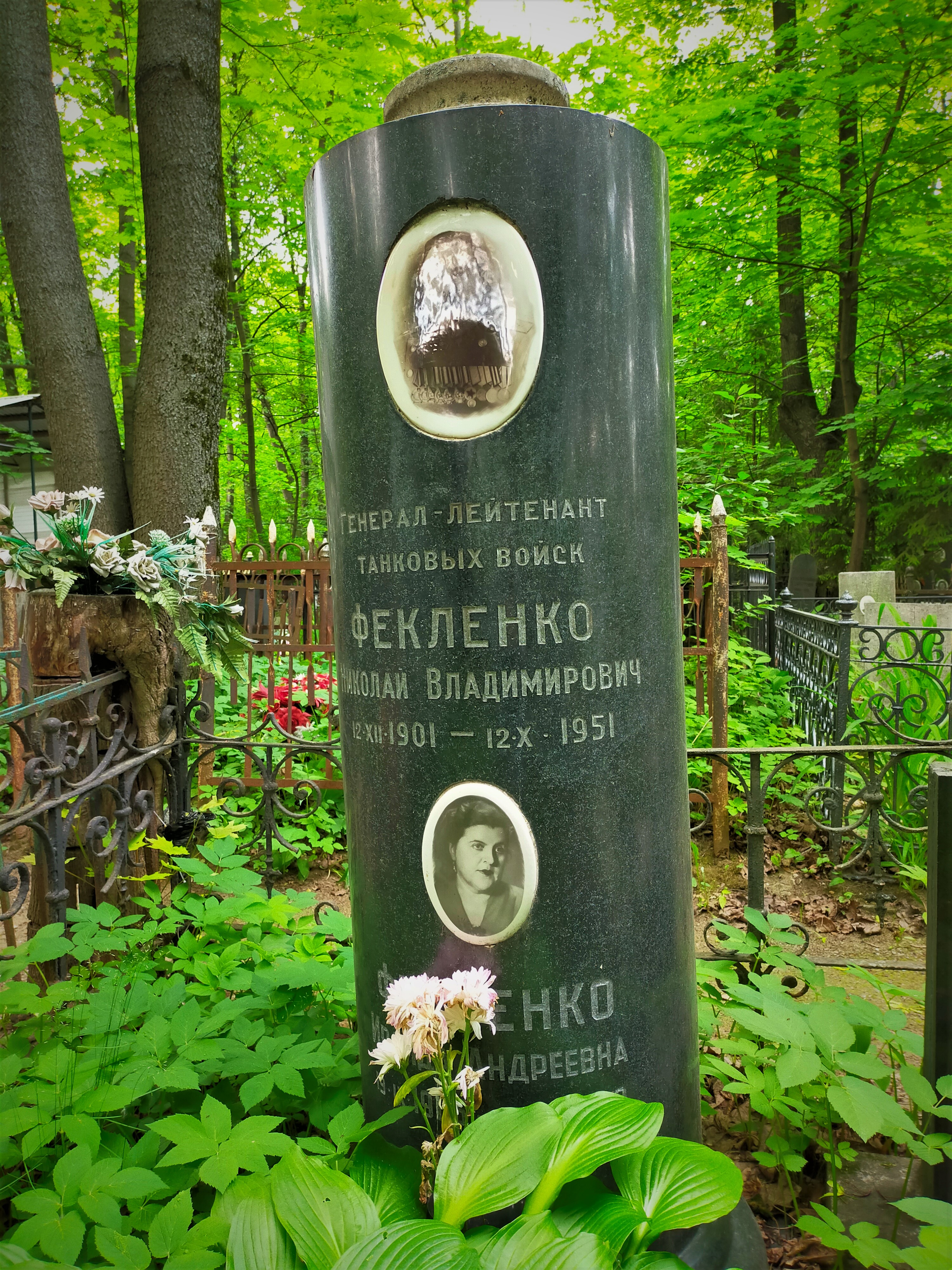
Могила М.К. Фекленко на Введенському кладовищі у Москві

Мико́ла Володи́мирович Фекле́нко (рос. Николай Владимирович Фекленко; 1901 — 12 жовтня 1951) — радянський військовик часів Другої світової війни, генерал-лейтенант танкових військ (1943). Кандидат у члени ЦК ВКП(б) (1939—1941).

## Біографія
Народився в жовтні 1901 року в селі Тифінка Борисоглібського повіту Тамбовської губернії (тепер — Грибановський район Воронезької області РФ).
До лав РСЧА вступив у 1918 році. Учасник громадянської війни в Росії. Воював на Західному і Південному фронтах червоноармійцем, помічником командира взводу. Член РКП(б) з 1920 року.
Закінчив Ставропольські курси політруків (1922), військово-політичну школу (1925), кавалерійські КУКС (1928), КУКС при Військовій академії імені М. В. Фрунзе (1933), Вищі академічні курси при Вищій військовій академії імені К. Є. Ворошилова (1949).
У міжвоєнний період був політруком, командував полковою школою, ескадроном, танковим полком 5-ї кавалерійської дивізії у Білоруському військовому окрузі. З вересня 1936 по вересень 1938 року полковник (з 16.08.1938 р. — комбриг) М. В. Фекленко командував 7-ю мотоброневою бригадою Забайкальського військового округу.
З 8 вересня 1938 року — командир 57-го особливого стрілецького корпусу в Монголії. Брав участь у боях на Халхин-Голі. 10 вересня 1938 року присвоєне військове звання «комдив».
З червня 1939 року — командир 14-ї важкої танкової бригади Київського ОВО. Влітку 1940 року бригада була переформована у 15-ту танкову дивізію. 11 березня 1941 року генерал-майор танкових військ М. В. Фекленко призначений командиром 19-го механізованого корпусу КОВО. На цій посаді зустрів початок німецько-радянської війни.
У складі військ Південно-Західного фронту брав участь у прикордонних боях, у танковій битві під Дубном в червні 1941 року. У серпні того ж року призначений командувачем 38-ю армією Південно-Західного фронту, проте вже 22 вересня був усунений з посади, як такий, що не справився з керуванням. У листопаді 1941 року тимчасово виконував обов'язки командувача військ Харківського військового округу. У листопаді — грудні 1941 року командував військами Сталінградського військового округу. З січня 1942 року — помічник командувача Південним фронтом по формуванню. З січня 1942 року — заступник начальника Головного автобронетанкового управління РСЧА. З 19 червня по 1 липня 1942 року командував 17-м танковим корпусом. З липня 1942 по липень 1943 року — начальник Тульського автобронетанкового центру. У липні — грудні 1943 року — командувач бронетанковими і механізованими військами (БТ і МВ) Степового фронту. 5 листопада 1943 року присвоєно військове звання «генерал-лейтенант танкових військ». З грудня 1943 року й до кінця війни — начальник Головного управління формування БТ і МВ РСЧА.
По закінченні війни перебував на попередній посаді. З травня по вересень 1946 року перебував у розпорядженні командувача БТ і МВ РСЧА. З вересня 1946 по квітень 1948 року — командувач БТ і МВ Білоруського військового округу. З лютого 1949 по жовтень 1950 року — командувач БТ і МВ Прикарпатського військового округу. З жовтня 1950 року й до виходу в запас у липні 1951 року перебував у розпорядженні командувача БТ і МВ Збройних сил СРСР.
Помер 12 жовтня 1951 року в Москві.

## Нагороди
Був нагороджений двома орденами Леніна, п'ятьма орденами Червоного Прапора, орденом Кутузова 1-го ступеня (27.09.1944), медалями.